# Prahlsdorf
Prahlsdorf ist ein Stadtteil von Reinbek in Schleswig-Holstein. Der Name der Siedlung geht zurück auf Johannes Prahl, der die damalige Gaststätte „Schützenhof“ gründete und betrieb.

## Geographie
Das Gebiet liegt 18 km östlich von Hamburg auf einer Höhe von 27 m ü. NHN und umfasst grob das Gelände zwischen der Schönningstedter Straße, der Kampstraße, der Klaus-Groth-Straße und der Schützenstraße.

## Geschichte
Etwa um 1870 erwarb Johannes Prahl aus Ohe beiderseits der Schönningstedter Straße Ländereien und errichtete eine Gaststätte am nördlichen Rand der Gemeinde Reinbek. Er nannte sie „Schützenhof“, denn westlich der Straße bzw. des Weges errichtete er einen Schießstand.
Prahlsdorf umfasst die Wohnbebauung zwischen Schönningstedter Straße, Kampstraße, Schützenstraße und Klaus-Groth-Straße. Mitten hindurch verläuft der Prahlsdorfer Weg. Dieser Teil der Gemeinde Reinbek wurde vor dem Krieg im Volksmund „Rote Republik“ genannt, denn als überwiegende Arbeitersiedlung hatte er einen großen Anteil an Kommunisten.
Auf der rechten Seite der Kampstraße gab es bereits einige Häuser, als im Jahre 1934 auf der Pulsschen Koppel die Bebauung im Prahlsdorfer Weg begann. Fünf „große“ und ebenso viele „kleine“ Häuser bot der Fuhrunternehmer Hans Puls in Einheitsbauweise an. Architekt dieses ersten Besiedelungsabschnittes war Emil Simon. Alle Straßen waren Sandwege, die Fußwege wurden auf der einen Seite durch Bäume begrenzt, und zwischen Schützenstraße und Prahlsdorfer Weg gab es nur Äcker. Hier wuchs das Korn oder es standen noch Kühe auf der Weide.
Ein paar Jahre später folgten 20 massive, schlichte Wohnhäuser zwischen Schützenstraße und Prahlsdorfer Weg; Architekt war Distel aus Bergedorf. 1938 wurde mit der Errichtung von 8 Häusern, in Heimstättenbau unter Förderung der Gemeinde, dieses Siedlungsgebiet abgerundet und abgeschlossen.
Da bei der ursprünglichen Grundstücksgröße eine später übliche Bebauung „in der zweiten Reihe“ meist nicht möglich war, blieb die charakteristische Siedlungsstruktur Prahlsdorfs lange Zeit in großen Teilen erhalten. Doch die hohen Immobilienpreise und der Generationenwechsel bringen jetzt auch in diesem Stadtteil spürbare Veränderungen durch eine dichtere Bebauung mit sich.